# Перкопсоподібні
Перкопсоподібні (Percopsiformes) — ряд костистих риб (Teleostei). Ряд представлений всього 9 видами дрібних прісноводних риб Північної Америки, що представляють залишок від колись широко поширеної тут перехідної групи між лососеподібними і окунеподібними рибами.

## Опис
Тіло у них помірно подовжене, стисле з боків, покрите щільно сидячою ворсистою лускою. Рот невеликий, кінцевий, на щелепах дрібні щетінкоподібні зуби. Черевні плавці розташовані позаду основи грудних, в передній частині черева або на грудях. Плавальний міхур замкнутий.

## Класифікація
Ряд поділяється на 3 родини, що містять 9 видів:
- Сліпоочкові (Amblyopsidae)
- Афредодерові (Aphredoderidae)
- Перкопсові (Percopsidae)